# Lawrence Kohlberg
Lawrence Kohlberg   (Bronxville, 25 d'octubre de 1927 - Winthrop, 19 de gener de 1987) fou un psicòleg nord-americà, professor a Harvard des de l'any 1968 fins a la seva mort l'any 1987, que dedicà la seva investigació a la recerca del procés evolutiu dins el desenvolupament moral i psicosocial. El seu pensament és deutor en molts aspectes del pensament de Piaget. Ha influït el pensament d'altres autors, com els estadis d'evolució espiritual de James Fowler.

## Els nivells de desenvolupament moral
Així, segons Lawrence Kohlberg, els éssers humans poden passar pels següents tres nivells de desenvolupament moral:
- Nivell Preconvencional. En aquest nivell encara no existeix una concepció clara dels conceptes de Bé o Mal. Per això considerarem bones les coses per les quals ens premien, i dolentes aquelles per les quals ens castiguen. Aquest nivell té dos estadis: Egocentrisme (els agents externs determinen què ha de fer-se o no, és el nivell màxim d'heteronomia moral) i Individualisme (s'assumeixen les normes si van en benefici propi).

- Nivell Convencional. En aquest nivell ja existeix una concepció del Bé i del Mal, però relacionada amb el concepte de grup. Considerem bo, allò que creiem que el grup accepta com a correcte. Aquest nivell té dos estadis: Gregarisme (actuem seguint el criteri del grup amb l'objectiu de ser acceptats per aquest) i Comunitarisme (seguim les normes perquè proporcionen un bé comú)

- Nivell Postconvencional. En aquest nivell la concepció del Bé o del Mal és la personal i pròpia. Aquest nivell té dos estadis: Relativisme (es considera que totes les visions i opinions són igualment acceptables) i Universalisme (Es considera que existeixen uns valors ètics universals que estan per sobre de les obligacions legals).

Segons Kohlberg, només un 5% de la població arriba al darrer estadi, quedant-se la major part de la població en nivells anteriors. Cada nivell pot dividir-se en dos estadis successius.

## Dilema de Heinz
Per determinar en quin estadi es troba un individu, s'usen les respostes a l'anomenat dilema de Heinz. Aquest dilema planteja el següent cas: un home, Heinz, té la seva dona molt malalta, a punt de morir, i l'única medicina que la pot salvar és en mans d'un farmacèutic que la ven a un preu abusiu. L'home intenta aconseguir els diners o pactar amb el farmacèutic però davant la seva negativa, la roba. La pregunta és si ha fet ben fet o mal fet i per què.
Al primer estadi moral, marcat per l'obediència, els subjectes responen que no ha de robar perquè està mal fet i pot acabar a la presó o bé que pot fer-ho pel preu abusiu i perquè només roba allò que necessita. Al segon, marcat per l'interès propi i l'egoisme, les respostes tenen a veure amb els sentiments que tindrà Heinz si comet el robatori (por i pena a la presó però alegria per salvar la dona).
Al segon nivell, en un primer estadi es respon segons el rol social que adopta Heinz: ha de robar-la perquè és la seva dona (i ser un bon marit implica fer tot el possible per salvar-la) o no fer-ho perquè llavors esdevindria un lladre. Una segona fase fa èmfasi en la llei: robar està malament perquè és il·legal i si es comet un crim s'ha d'estar disposat a assumir-ne les conseqüències.
Posteriorment entren en joc valors més abstractes. En un cinquè estadi s'a·ludeix al dret a viure justificant l'acció i en contra el dret del farmacèutic a vendre la seva medicina, fruit del seu treball (es pot comprendre el robatori però no aprovar-ho). Al darrer estadi, on l'ètica es torna universal, es transcendeix el cas particular de Heinz per reflexionar en general: dret de la vida per sobre del dret de la propietat privada o bé, dret de totes les vides per igual.